# Petrecerea cu taraf II – Trimite vorbă
Trimite Vorbă (Petrecerea Cu Taraf - Partea A IIa) este un album al interpretului român Tudor Gheorghe.

## Detalii ale albumului
- Gen: Folk
- Stil: Folk Rock
- Casa de discuri: Roton
- Catalog #: 3683-2
- Data lansari: 2004

## Lista pieselor
- 01 - Hora / Trimite Vorba (Marin Sorescu) [2:27]
- 02 - Doina [5:45]
- 03 - Carul De Flori / Foaie Verde Busuioc / La Casa Cu Trestioare [10:06]
- 04 - Spanzuratul (Marin Sorescu) [5:26]
- 05 - M-as Iubi Cu Tine Floare [1:51]
- 06 - Cine Trece Pe Razor [1:42]
- 07 - Ma Suii Pe Dealul Cernii / A Dracului Noapte Mica [4:31]
- 08 - Cantecul Fusului [3:25]
- 09 - Mai Baiete, Baietele [2:20]
- 10 - Lunca, Lunculita [2:16]
- 11 - Bat-o Sfântul De Lupoaie [2:11]
- 12 - Marito [2:49]
- 13 - Nea Marine, Nea Marine [7:25]
- 14 - Bordeias [2:46]
- 15 - Leica, Leica Mea / Bordei Cu Martaceii De Tei [3:58]
- 16 - Pelin Beau, Pelin Manânc [3:07]
- 17 - Suna Petricica-n Gârla / Foaie Verde Grâu Marunt [4;25]
- 18 - Baietel De La Zanoaga [3:39]
- 19 - Ce Stai Ghita Suparat [1:39]
- 20 - Marine La Nunta Ta [3:45]

## Interpreteaza
- Cymbal: Floricel Gheorghe
- Double Bass: Ionel Feraru
- Other [Consultant Muzical]: Marius Hristescu
- Viola: Liviu Preda
- Violin: Virgil Iordache
- Vocals, Other: [Cobză, Caval]: Tudor Gheorghe